# De familiereünie
De familiereünie is een hoorspel naar het toneelstuk The Family Reunion (1939) van Thomas Stearns Eliot. Het werd op maandag 19 maart 1962 door de NCRV uitgezonden (met een herhaling op vrijdag 13 september 1968). De bewerking was van C. Rijnsdorp, de vertaling van H.W.J.M. Keuls en de regie berustte bij Wim Paauw. De uitzending duurde 73 minuten.

## Rolbezetting
- Loudi Nijhoff (Amy, douairière Lady Monchensey)
- Eva Janssen, Dogi Rugani & Tine Medema (Ivy, Violet & Agatha, haar jongere zusters)
- Joan Remmelts & Huib Orizand (kolonel Gerald Piper & Charles Pipers, de broers van haar overleden echtgenoot)
- Willy Brill (Mary, dochter van een overleden neef van Lady Monchensy)
- Nora Boerman (Denman, dienstmeisje)
- Robert Sobels (Harry, Lord Monchensey, Amy’s oudste zoon)
- Paul van der Lek (Downing, z’n bediende en chauffeur)
- Wam Heskes (Dr. Warburton)
- Dries Krijn (brigadier Winchell)
- Paul Deen (epiloog)

## Inhoud
De familie waarover het hier gaat, bestaat uit vier zusters (Amy, Agatha, Ivy en Violet), twee schoonbroers (Gerald en Charles, broers van Amy’s overleden echtgenoot), Amy's nicht, Mary (een wees), en Amy's oudste zoon, Harry.
Amy is ooit getrouwd geweest en terwijl ze zwanger was van Harry, had haar man een affaire met haar zuster Agatha. Hij was zelfs van plan zijn wettelijke vrouw te doden. Agatha voorkwam de moord, die ook Harry van het leven zou beroofd hebben. Er werden nog twee zoons geboren, en toen verdween de vader. Hij trok naar het vasteland en overleed daar al snel. Voor Amy en haar gezin ging het leven verder. Agatha wijdde zich aan Harry alsof het haar eigen zoon was. In Mary, de nicht, zag Amy de toekomstige vrouw voor Harry. Dit alles vernemen we beetje bij beetje, als losse herinneringen van verschillende personages. Als het spel begint, is Amy oud en ziek. Harry keert na zeven jaren van onophoudelijk reizen rond de wereld terug. Op een van die reizen is zijn vrouw (een andere dan de beoogde Mary) overleden, van het dek van een schip gezwiept tijdens een storm. Harry weigert een geregeld leven te gaan leiden en in zijn moeders voetsporen te treden…